# Goswin de Streel
Goswin de Streel (ca. 1440 – Brussel, ca. 25 december 1468) was een Haspengouwse ridder die een leidersrol speelde in de Luiks-Bourgondische Oorlogen en op het schavot eindigde.
Zijn vader Eustache was heer van Othée en trok zijn naam uit Streel/Strailhe, een gehucht op het grondgebied van Fexhe-le-Haut-Clocher.
Goswin de Streel behoorde tot de oppositie tegen de prins-bisschoppen en de Bourgondische hertogen en was een aanvoerder van de gewapende factie compagnons de la Verte Tente. Na de nederlaag van het volksleger bij Brustem (22 oktober 1467) was de uitlevering van Streel een van de vredesvoorwaarden van Karel de Stoute. Hij ontvluchtte Luik maar keerde terug in augustus-september 1468 met Jan de Wilde en Vincent van Buren. Ze slaagden erin de macht terug te grijpen en wezen, nog altijd onverzoenbaar, de vredesvoorstellen van de pauselijke legaat Onofrio de Santa Croce af. Streel nam deel aan de verrassende coup van 8 oktober. Met een vijfduizend man sterk leger trokken ze naar Tongeren en maakten zich meester van Lodewijk van Bourbon, Onofrio en de Bourgondische bevelhebber Humbercourt. Hertog Karel naderde echter met de hoofdmacht, vastbesloten om enkel een onvoorwaardelijke overgave te aanvaarden. Na enkele schermutselingen lag hij voor Luik, klaar om de weerloze stad binnen te trekken. Aan de vooravond ondernam Streel nog een ultieme poging om het lot te keren. Met 600 Franchimontezen drong hij het vijandelijke kamp binnen en trachtte hij zich meester te maken van Karel de Stoute en de Franse koning Lodewijk XI. Ze kwamen dicht maar hun poging mislukte. Streel ontkwam naar het Maaseiland en nam de volgende dag nog deel aan de laatste gevechten tegen de binnentrekkende Bourgondiërs. Hij stak de Maas over maar viel in handen van Louis de la Marck. Die leverde hem uit aan hertog Karel. Nog vóór het einde van het jaar werd Streel op het Brusselse Baliënplein onthoofd.

## Naamvarianten
Zijn voornaam is verkeerdelijk gegeven als Georges, Josse en Winselin; zijn familienaam als Stralen en de Vivariis.